# San Bartolo Soyaltepec
San Bartolo Soyaltepec là một đô thị thuộc bang Oaxaca, México. Năm 2005, dân số của đô thị này là 681 người.